# Chad Nes
Chad Nes (hebrejsky חַד נֵס, podle názvu části přísahy hnutí Betar a zároveň akronym zrušených izraelských osad na Sinajském poloostrově: Cholit, Dikla a Naot Sinaj, v oficiálním přepisu do angličtiny Had-Nes, přepisováno též Had Nes) je izraelská osada a vesnice typu společná osada (jišuv kehilati) na Golanských výšinách v Oblastní radě Golan.

## Geografie
Nachází se v nadmořské výšce 30 metrů, cca 18 kilometrů severovýchodně od města Tiberias, cca 63 kilometrů severovýchodně od Haify a cca 125 kilometrů severovýchodně od centra Tel Avivu. Leží ve střední části Golanských výšin, respektive na jejich západním okraji, v místech kde tato náhorní plošina klesá k údolí řeky Jordán, jejíž tok je od vlastní osady vzdálen necelé dva kilometry. Východně od obce pak podobně výrazný krajinný reliéf má údolí toku Nachal Mešušim, do něhož zde ústí Nachal Zavitan.
Chad Nes je na dopravní síť napojen pomocí lokální silnice číslo 888, která na jihu ústí do okružní komunikace okolo Galilejského jezera.

## Dějiny
Chad Nes leží na Golanských výšinách, které byly dobyty izraelskou armádou v roce 1967 a jsou od té doby cíleně osidlovány Izraelci. Tato obec byla založena v roce 1989. Myšlenka na zřízení nové osady se začala rodit již v roce 1982, kdy byly zrušeny a vystěhovány izraelské osady na Sinaji. Z okruhu hnutí Betar a Cherut tehdy vznikl záměr přesídlit některé osadníky vystěhované ze Sinaje do nové vesnice na Golanech a vybrali pro ni toto místo. V roce 1987 se začala formovat skupina budoucích obyvatel Chad Nes a první obyvatelé se sem nastěhovali v roce 1989. Nakonec se tu ale neusadila ani jedna z rodin ze Sinaje, pro které byla vesnice původně plánována.
Chad Nes funguje na základě modelu společná osada (jišuv kehilati), tedy bez výraznějšího kolektivního hospodaření. V obci funguje zařízení předškolní péče o děti. Základní škola je k dispozici v Merom Golan, střední školství ve městě Kacrin. Ekonomika je založena na turistice, zejména využívající nedaleký tok řeky Jordán. Existují plány zřídit poblíž Chad Nes turistickou vesničku.

## Demografie
Chad Nes je osadou se sekulárním obyvatelstvem. Jde o menší sídlo vesnického typu s dlouhodobě silně rostoucí populací. K 31. prosinci 2014 zde žilo 815 lidí. Během roku 2014 stoupla populace o 3,8 %.
| Rok            | 1995 | 1999 | 2000 | 2001 | 2003 | 2004 | 2005 | 2006 | 2007 | 2008 | 2009 | 2010 | 2011 | 2012 | 2013 | 2014 |
| -------------- | ---- | ---- | ---- | ---- | ---- | ---- | ---- | ---- | ---- | ---- | ---- | ---- | ---- | ---- | ---- | ---- |
| Počet obyvatel | 255  | 332  | 365  | 394  | 400  | 439  | 461  | 482  | 510  | 593  | 582  | 623  | 685  | 742  | 785  | 815  |